# 아부쓰니

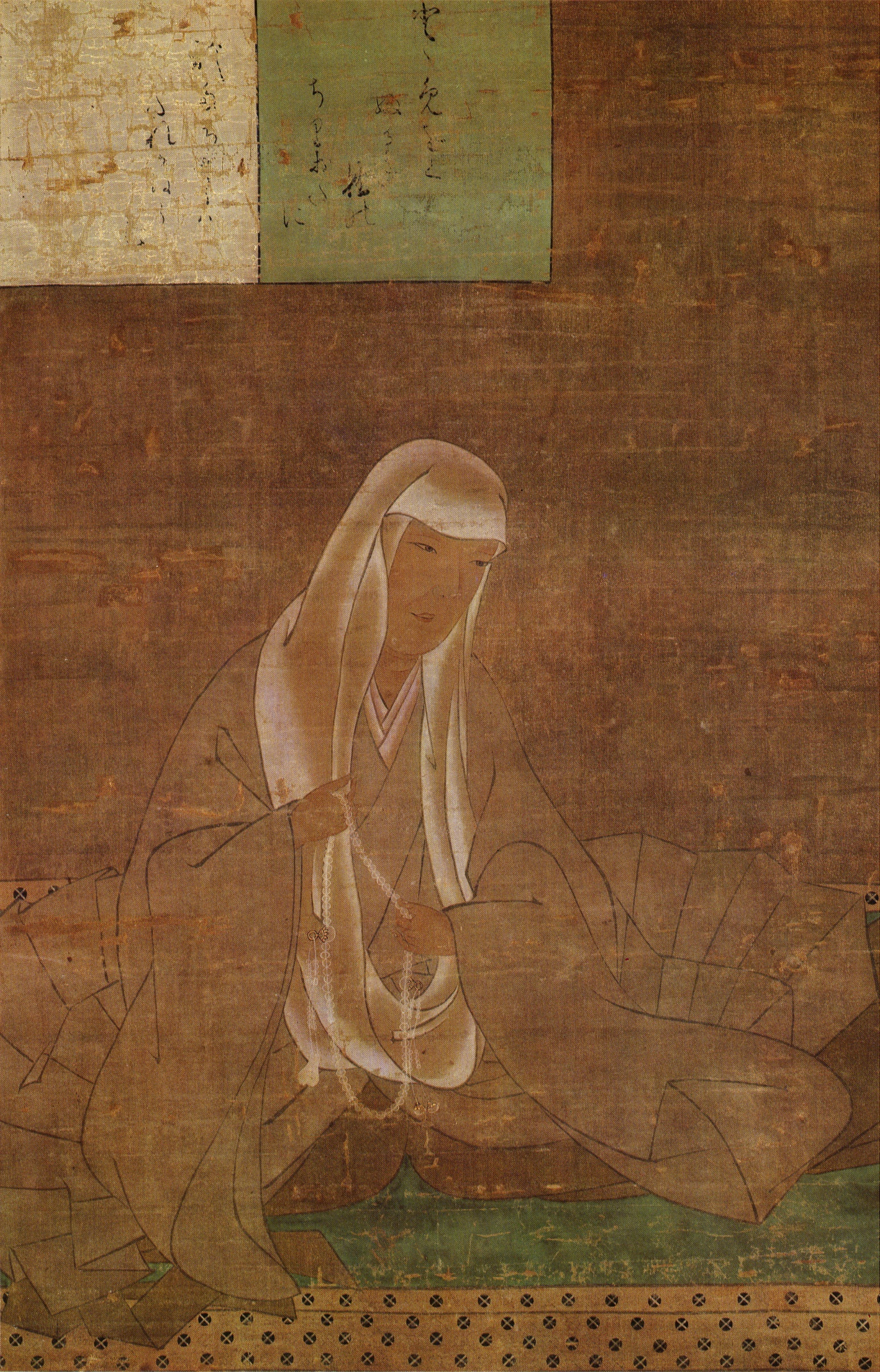
아부츠니 초상화 (개인 소장. 가마쿠라에서 난보쿠초 시대의 작품. 중요미술품)

아부츠니(일본어: 阿仏尼 / 阿佛尼 あぶつに[*], 조오 원년 (1222년)? - 고안 6년 4월 8일 (1283년 5월 6일))는 가마쿠라 시대 중기의 여류가인이다. 뇨보 이름은 안키몬인노 시죠(安嘉門院四条) 또는 우에몬노스케라고 불렸다. 친부모는 알려지지 않았다. 오쿠야마 노리시게의 양녀가 되었다 (그러나, 오쿠야마 노리시게의 양녀가 아니라 친딸이라는 견해도 있다).

## 약전
간무 헤이시 다이죠씨류 타이라노 코레모치의 장남 타이라노 시게사다의 후손인 오쿠야마 노리시게의 딸 (또는 양녀)이다. 안카몬인을 모셨고, 출사 중 10대에 첫사랑과의 실연의 상심으로 출가를 결심하여 비구니가 되었으나, 이후에도 세속과의 관계를 계속 이어나갔다. 30세 무렵, 후지와라노 타메이에의 측실이 되어, 레이제이 타메스케 등을 낳았다.
타메이에가 죽은 후, 하리마국 호소카와쇼 (현 효고현 미키시)의 상속을 둘러싸고, 정실의 아들 니죠 타메우지와 다투어, 1279년 (고안 2년), 막부에 호소하기 위해 가마쿠라로 내려갔다. 이때의 기행과 가마쿠라 체재를 기록한 것이 『이자요이 일기(十六夜日記)』이다. 소송 결과를 알기 전에 가마쿠라에서 죽었다는 설과 교토로 돌아간 후에 죽었다는 설이 있다. 「고안 백수(弘安百首)」 등에 참가해 관동에 있는 10개 신사에 승소를 기원하며 봉납한 「안카몬인노 시죠 500수 (安嘉門院四条五百首)」나 「안카몬인노 시죠 100수 (安嘉門院四条百首)」 등도 있다.

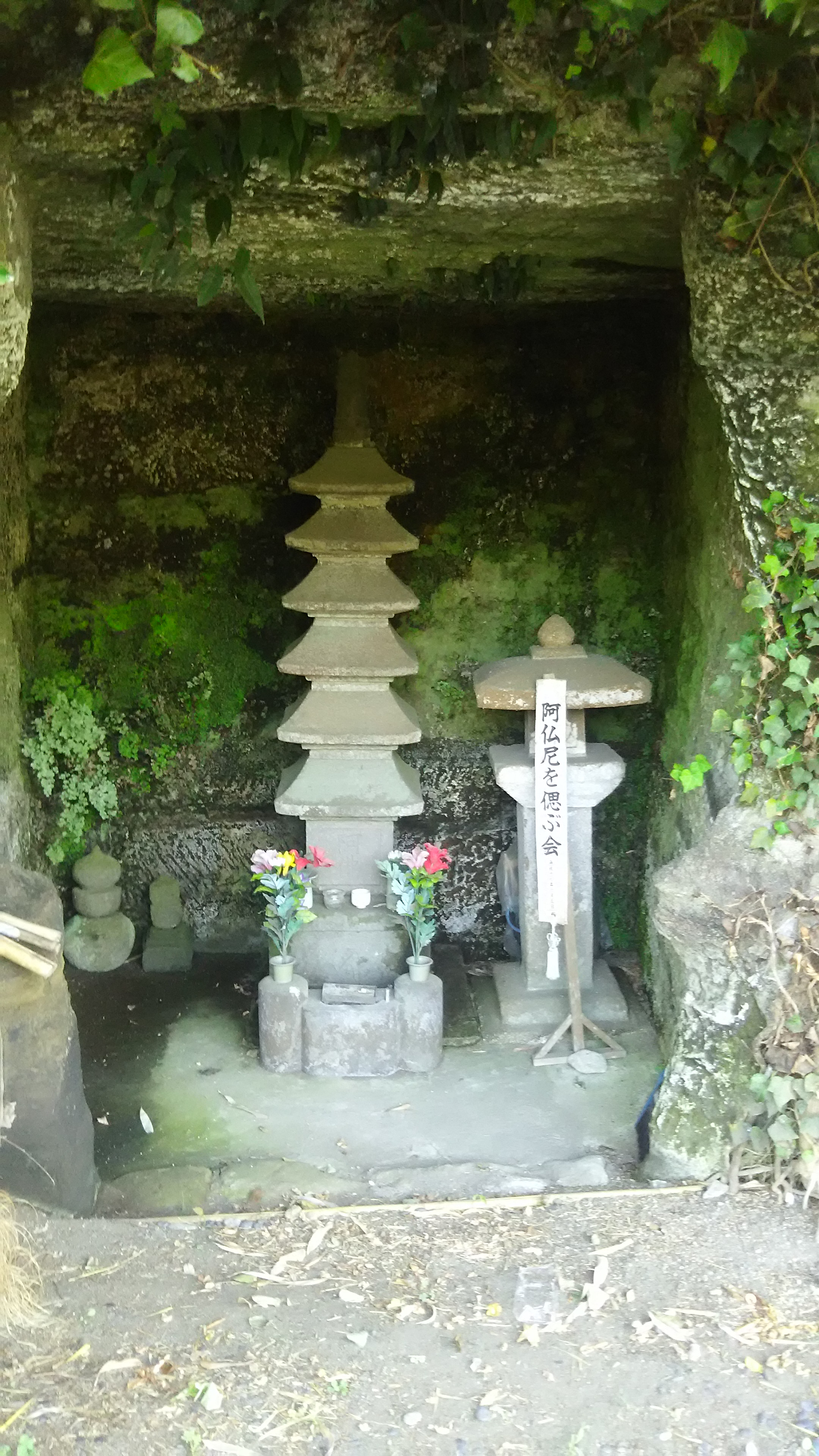
아부츠니의 묘로 전해지는 곳. 가마쿠라시 오우기가야츠 1-16-3, 요코스카선 근처 이나리다이묘진 근처

가론서로 『요루노츠루(夜の鶴)』가 있다. 젊은 시절에 쓴 『우타타네(うたたね)』는 실연의 전말을 적은 일기이다. 『쇼쿠코킨와카슈(続古今和歌集)』 이하의 칙찬와카집에 총 48수가 입집하고 있지만, 아부츠니의 손자인 레이제이 타메히데가 참여한 『후가와카슈(風雅和歌集)』이나 아부츠니와 친했던 쿄고쿠 타메카네가 선택자를 맡은 『교쿠요와카슈(玉葉和歌集)』에서는 입집수가 많은 반면, 레이제이가와 대립한 니죠가가 선택자를 맡았을 때는 입집수가 극단적으로 적어, 당시 가단의 정치적 대립 상황을 반영하고 있다고 생각된다.
- 『쇼쿠코킨와카슈(続古今和歌集)』 3수 (후지와라노 타메이에 선택)
- 『쇼쿠슈이와카슈(続拾遺和歌集)』 6수 (니죠 타메우지 선택)
- 『신고센와카슈(新後撰和歌集)』 1수 (니죠 타메요 선택)
- 『교쿠요와카슈(玉葉和歌集)』 11수 (쿄고쿠 타메카네 선택)
- 『쇼쿠센자이와카슈(続千載和歌集)』 1수 (니죠 타메요 선택)
- 『쇼쿠고슈이와카슈(続後拾遺和歌集)』 1수 (니죠 타메토, 니죠 타메사다 선택)
- 『후가와카슈(風雅和歌集)』 14수 (고곤인 선택, 레이제이 타메히데 등이 기인을 맡았다)
- 『신센자이와카슈(新千載和歌集)』 2수 (니죠 타메사다 선택)
- 『신슈이와카슈(新拾遺和歌集)』 3수 (니죠 타메아키 선택)
- 『신고슈이와카슈(新後拾遺和歌集)』 1수 (니죠 타메토오, 니죠 타메시게 선택)
- 『신쇼쿠코킨와카슈(新続古今和歌集)』 5수

가마쿠라시 오우기가야츠에 아마츠니의 묘로 전해지는 곳이 남아있다.

## 주요 작품
- 이자요이 일기
- 우타타네
- 요루노츠루
- 유모 노후미

## 같이 보기
- 죠씨
- 에치고 헤이시
- 아부츠니본 겐지모노가타리